# Strepsichlora inquinata
Strepsichlora inquinata là một loài bướm đêm trong họ Geometridae.